# Stavretjärnen
Stavretjärnen är en sjö i Timrå kommun i Medelpad och ingår i Indalsälvens huvudavrinningsområde. Sjön är 12,2 meter djup, har en yta på 0,0775 kvadratkilometer och befinner sig 130,4 meter över havet. Sjön avvattnas av vattendraget Stavrebäcken.

## Delavrinningsområde
Stavretjärnen ingår i det delavrinningsområde (694369-158472) som SMHI kallar för Mynnar i Ljustorpsån. Medelhöjden är 199 meter över havet och ytan är 8,32 kvadratkilometer. Det finns inga avrinningsområden uppströms utan avrinningsområdet är högsta punkten. Stavrebäcken som avvattnar avrinningsområdet har biflödesordning 3, vilket innebär att vattnet flödar genom totalt 3 vattendrag innan det når havet efter 14 kilometer. Avrinningsområdet består mestadels av skog (90 procent). Avrinningsområdet har 0,13 kvadratkilometer vattenytor vilket ger det en sjöprocent på 1,5 procent.